# Jens Reynders
Jens Reynders (Tongeren, 25 maggio 1998) è un ciclista su strada belga, che corre per il team Wagner Bazin WB, attivo dal 2017 in formazioni UCI, nel 2019 ha vinto il Grand Prix de la ville de Pérenchies.

## Palmarès

### Strada
- 2019 (Wallonie-Bruxelles Development Team)

Grand Prix Alfred Gadenne
1ª tappa Tryptique Ardennaise (Kelmis > Bullingen)
2ª tappa Tryptique Ardennaise (Butgenbach > Monschau)
Grand Prix de la ville de Pérenchies
- 2021 (Sport Vlaanderen-Baloise, una vittoria)

Grote Prijs Beeckman

#### Altri successi
- 2015 (Juniores)

2ª tappa, 1ª semitappa Aubel-Thimister-La Gleize (Thimister, cronosquadre)
- 2016 (Juniores)

Classifica traguardi volanti Trophée Centre Morbihan
- 2017 (Leopard Pro Cycling)

Grote Prijs Léon Robert
- 2018 (Leopard Pro Cycling)

Grand Prix OST Manufaktur
Grand Prix Scieur-Lambot
- 2019 (Wallonie-Bruxelles Development Team)

Grand Prix Scieur-Lambot
Classifica a punti Tryptique Ardennaise

## Piazzamenti

### Classiche monumento
- Giro delle Fiandre

2023: ritirato
2025: ritirato
- Parigi-Roubaix

2022: 64º
2023: 119º

### Competizioni mondiali
- Campionati del mondo

Yorkshire 2019 - In linea Under-23: 59º

### Competizioni europee
- Campionati europei

Alkmaar 2019 - In linea Under-23: 17º
Plouay 2020 - In linea Under-23: 50º